# 朱恩·雷恩
朱恩·門羅·雷恩女爵士 DBE（本姓哈里斯；1952年—），英國藥理學家，現為英国藥品和保健品管理局（MHRA）的執行長。雷恩的職業生涯中，大部份時間是在藥品和保健品管理局（及其前身——衛生部）藥品部門度過的。
她於2020年12月受到更廣泛的公眾關注，事緣藥品和保健品管理局成為首個批准用於人類的mRNA疫苗的監管機構，以及首個批准2019冠状病毒病疫苗（即輝瑞與BioNTech生產的BNT162b2）的西方監管機構。

## 教育
雷恩於1971年就讀牛津大學薩默維爾學院，並先後於1974及1975年獲得生理学文学学士學位及药理学理學碩士。其後，她轉往牛津大學醫學院就讀，並於1978年獲得內外全科醫學士（BM BCh）醫學學位。她後來成為一名英國皇家精神科醫學院成員（MRCP）。

## 職業生涯

### 藥品和保健品管理局
1985年，雷恩加入衛生及社會關懷部的藥品部門（Medicines Division，於2003年改屬新設的藥品和保健品管理局）。2006年，她獲委任為藥品部門的警戒和風險主任（Director of Vigilance and Risk Management），並於2019年9月任命為藥品和保健品管理局的執行長。

#### 2019冠狀病毒病
2020年12月2日，藥品和保健品管理局成為歷史上首個批准mRNA疫苗的藥品管理機構，於首個為期8星期的第三期臨床試驗後7天授予BioNTech／輝瑞生產的BNT162b2 2019冠状病毒病疫苗「緊急授權」。BNT162b2的第三期臨床試驗仍在進行當中，直至2023年1月方全面完成。雷恩向傳媒指出，「批准疫苗時沒有走任何捷徑」，而且「利益大於任何風險」。
上述授權引起歐盟立法者的批評，指藥品和保健品管理局的決定是「倉促」且「有問題」，而欧洲药品管理局（EMA）亦發表了一份聲明，指鑒於該款疫苗的新穎性及其潛在的銷售規模，需要採用比該局「緊急授權」（即雷恩所採用者）更為詳細的證據和檢查，以進行更長時間的批准程序。該批准亦引來安東尼·佛奇博士的最初批判意見，指「我們的程序比英國的那套程序需要花費更多的時間。這就是現實」，又指「我並非要暗示任何馬虎（sloppiness），儘管它是這樣出來的」。
12月2日，英國政府稱有關疫苗將受到1979年疫苗損害賠償法保障——任何因疫苗而受到永久傷害的人可獲得12萬英鎊的法定賠償——同時授予輝瑞法律賠償。雷恩稱：「這一建議只是由藥品和保健品管理局在對每項數據進行最嚴格的科學評估而提出的，以使其符合所要求、嚴格的安全性、有效性和質量標準。我們亦檢閱並同意處方資訊，以使公眾和醫療衛生專業人員非常清楚、可以非常自信地認為疫苗的使用方式是正確的，並了解箇中內容。」
12月7日，雷恩在一篇為《泰晤士报》撰寫的文章中，為藥品和保健品管理局批准BNT162b2進行辯護，文章題為「朱恩·雷恩醫生：我們如何早於其他西方國家支持2019冠狀病毒病疫苗」。

### 其他崗位
雷恩曾代表欧洲药品管理局擔任歐洲藥物警戒風險評估委員會（European Pharmacovigilance Risk Assessment Committee）主席達六年。

## 獲得獎項
她於2009年壽辰授勳中獲任命為大英帝國司令勳章（CBE），並於2022年新年授勳中獲頒大英帝國爵級司令勳章（DBE），以表揚她於醫療保健，以及對2019冠狀病毒病的反應之服務貢獻。

## 私人生活
雷恩於牛津大学結識其丈夫安東尼·埃文·杰拉德·雷恩（Anthony Evan Gerald Raine）。他於1995年因大腸癌離世，終年46歲。他們育有兩名兒童。

## 外部連結
- 朱恩·雷恩在ResearchGate上发表的出版物
- 朱思·雷恩 （页面存档备份，存于）在英國政府網站上的資料

| 前任： 伊恩·哈德森 | 藥品和保健品管理局執行長 2019年9月20日－ | 繼任： ' |